# Constituição russa de 1978

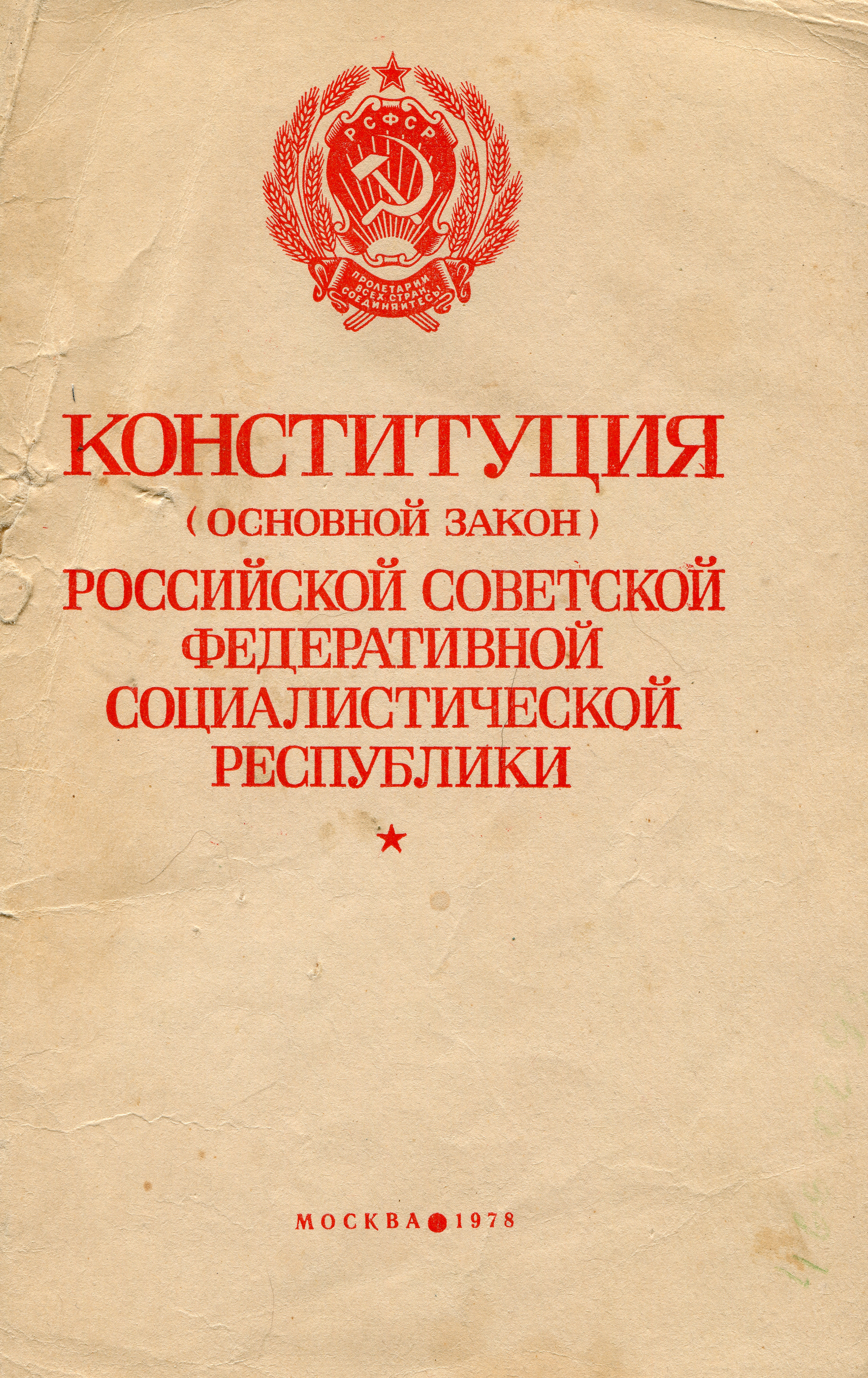
Constituição russa de 1978

A Constituição russa de 1978 era a lei fundamental e suprema da República Socialista Federativa Soviética da Rússia, nação sob o controle da União Soviética. Esta Constituição, portanto, foi criada sob a Constituição soviética de 1977, e adotada em 12 de abril de 1978. Ela substituiu a Constituição russa de 1937, contendo inicialmente 185 artigos. 
A Constituição de 1978 vigorou até 25 de dezembro de 1993. Após o desmembramento da União Soviética e a independência da Rússia, ela tornou-se obsoleta. Foi quando a atual Constituição russa de 1993 entrou em vigor, após um referendo popular seguinte à Crise constitucional.